# 일본 프로 야구 최우수 평균 자책점
일본 프로 야구에서 최우수 평균 자책점, 또는 최우수 방어율(일본어: 最優秀防御率)은 투수 부문 타이틀 중의 하나이다.

## 개요
규정 투구 이닝을 채운 투수 가운데 평균 자책점이 가장 우수한(0에 가깝다) 선수에게 주어진다. 투수 부문의 주요 타이틀 중 하나이며 다승왕, 최다 탈삼진과 동시 수상한 선수는 ‘투수 3관왕’으로 불린다. 참고로 타이틀의 정식 명칭으로서 센트럴 리그에서는 ‘최우수 방어율’, 퍼시픽 리그에서는 ‘방어율 제1위’라고 부르지만 일반 명칭에서는 전자로 통일되고 있다.

## 연도별 최우수 평균 자책점

### 단일 리그 시대
| 연도      | 성명              | 소속              | 평균 자책점 |
| --------- | ----------------- | ----------------- | ----------- |
| 1936 추계 | 가게우라 마사루   | 오사카 타이거스   | 0.79        |
| 1937 춘계 | 사와무라 에이지   | 도쿄 교진군       | 0.81        |
| 1937 추계 | 니시무라 유키오   | 오사카 타이거스   | 1.48        |
| 1938 춘계 | 니시무라 유키오   | 오사카 타이거스   | 1.52        |
| 1938 추계 | 빅토르 스타루힌   | 도쿄 교진군       | 1.05        |
| 1939      | 와카바야시 다다시 | 오사카 타이거스   | 1.09        |
| 1940      | 노구치 지로       | 쓰바사군          | 0.93        |
| 1941      | 노구치 지로       | 다이요군          | 0.88        |
| 1942      | 하야시 야스오     | 아사히군          | 1.01        |
| 1943      | 후지모토 히데오   | 도쿄 교진군       | 0.73        |
| 1944      | 와카바야시 다다시 | 한신군            | 1.56        |
| 1946      | 후지모토 히데오   | 도쿄 교진군       | 2.11        |
| 1947      | 시라키 기이치로   | 도큐 플라이어스   | 1.74        |
| 1948      | 나카오 히로시     | 요미우리 자이언츠 | 1.84        |
| 1949      | 후지모토 히데오   | 요미우리 자이언츠 | 1.94        |

### 양대 리그 시대
| 연도 | 센트럴 리그       | 센트럴 리그            | 센트럴 리그 | 퍼시픽 리그       | 퍼시픽 리그                | 퍼시픽 리그 |
| 연도 | 성명              | 소속                   | 평균 자책점 | 성명              | 소속                       | 평균 자책점 |
| ---- | ----------------- | ---------------------- | ----------- | ----------------- | -------------------------- | ----------- |
| 1950 | 오시마 노부오     | 쇼치쿠 로빈스          | 2.03        | 아라마키 아쓰시   | 마이니치 오리온스          | 2.06        |
| 1951 | 마쓰다 기요시     | 요미우리 자이언츠      | 2.01        | 유키 스스무       | 난카이 호크스              | 2.08        |
| 1952 | 가지오카 다다요시 | 오사카 타이거스        | 1.71        | 유키 스스무       | 난카이 호크스              | 1.91        |
| 1953 | 오토모 다쿠미     | 요미우리 자이언츠      | 1.85        | 가와사키 도쿠지   | 니시테쓰 라이온스          | 1.98        |
| 1954 | 스기시타 시게루   | 주니치 드래건스        | 1.39        | 다쿠와 모토지     | 난카이 호크스              | 1.58        |
| 1955 | 벳쇼 다케히코     | 요미우리 자이언츠      | 1.33        | 나카가와 다카시   | 마이니치 오리온스          | 2.08        |
| 1956 | 와타나베 쇼조     | 오사카 타이거스        | 1.45        | 이나오 가즈히사   | 니시테쓰 라이온스          | 1.06        |
| 1957 | 가네다 마사이치   | 고쿠테쓰 스왈로스      | 1.63        | 이나오 가즈히사   | 니시테쓰 라이온스          | 1.37        |
| 1958 | 가네다 마사이치   | 고쿠테쓰 스왈로스      | 1.30        | 이나오 가즈히사   | 니시테쓰 라이온스          | 1.42        |
| 1959 | 무라야마 미노루   | 오사카 타이거스        | 1.19        | 스기우라 다다시   | 난카이 호크스              | 1.40        |
| 1960 | 아키야마 노보루   | 다이요 웨일스          | 1.75        | 오노 쇼이치       | 마이니치 다이에이 오리온스 | 1.98        |
| 1961 | 곤도 히로시       | 주니치 드래건스        | 1.70        | 이나오 가즈히사   | 니시테쓰 라이온스          | 1.69        |
| 1962 | 무라야마 미노루   | 한신 타이거스          | 1.20        | 구보타 오사무     | 도에이 플라이어스          | 2.12        |
| 1963 | 가키모토 미노루   | 주니치 드래건스        | 1.70        | 구보 유키히로     | 긴테쓰 버펄로스            | 2.36        |
| 1964 | 진 바크           | 한신 타이거스          | 1.89        | 쓰마지마 요시로   | 도쿄 오리온스              | 2.15        |
| 1965 | 가네다 마사이치   | 요미우리 자이언츠      | 1.84        | 미우라 기요히로   | 난카이 호크스              | 1.57        |
| 1966 | 호리우치 쓰네오   | 요미우리 자이언츠      | 1.39        | 이나오 가즈히사   | 니시테쓰 라이온스          | 1.79        |
| 1967 | 곤도 마사토시     | 한신 타이거스          | 1.40        | 아다치 미쓰히로   | 한큐 브레이브스            | 1.75        |
| 1968 | 소토코바 요시로   | 히로시마 도요 카프     | 1.94        | 미나가와 무쓰오   | 난카이 호크스              | 1.61        |
| 1969 | 에나쓰 유타카     | 한신 타이거스          | 1.81        | 기타루 마사아키   | 롯데 오리온스              | 1.72        |
| 1970 | 무라야마 미노루   | 한신 타이거스          | 0.98        | 사토 미치오       | 난카이 호크스              | 2.05        |
| 1971 | 후지모토 가즈히로 | 히로시마 도요 카프     | 1.71        | 야마다 히사시     | 한큐 브레이브스            | 2.37        |
| 1972 | 야스다 다케시     | 야쿠르트 아톰스        | 2.08        | 세이 도시히코     | 긴테쓰 버펄로스            | 2.36        |
| 1973 | 야스다 다케시     | 야쿠르트 아톰스        | 2.02        | 요네다 데쓰야     | 한큐 브레이브스            | 2.47        |
| 1974 | 세키모토 시토시   | 요미우리 자이언츠      | 2.28        | 사토 미치오       | 난카이 호크스              | 1.91        |
| 1975 | 아니야 소하치     | 한신 타이거스          | 1.91        | 무라타 조지       | 롯데 오리온스              | 2.20        |
| 1976 | 스즈키 다카마사   | 주니치 드래건스        | 2.98        | 무라타 조지       | 롯데 오리온스              | 1.82        |
| 1977 | 니우라 히사오     | 요미우리 자이언츠      | 2.32        | 야마다 히사시     | 한큐 브레이브스            | 2.28        |
| 1978 | 니우라 히사오     | 요미우리 자이언츠      | 2.81        | 스즈키 게이시     | 긴테쓰 버펄로스            | 2.02        |
| 1979 | 히라마쓰 마사지   | 요코하마 다이요 웨일스 | 2.39        | 야마구치 데쓰지   | 긴테쓰 버펄로스            | 2.49        |
| 1980 | 마쓰오카 히로무   | 야쿠르트 스왈로스      | 2.35        | 기다 이사무       | 닛폰햄 파이터스            | 2.28        |
| 1981 | 에가와 스구루     | 요미우리 자이언츠      | 2.29        | 오카베 노리아키   | 닛폰햄 파이터스            | 2.70        |
| 1982 | 사이토 아키오     | 요코하마 다이요 웨일스 | 2.07        | 다카하시 사토시   | 닛폰햄 파이터스            | 1.84        |
| 1983 | 후쿠마 오사무     | 한신 타이거스          | 2.62        | 히가시오 오사무   | 세이부 라이온스            | 2.92        |
| 1984 | 고바야시 세이지   | 히로시마 도요 카프     | 2.20        | 이마이 유타로     | 한큐 브레이브스            | 2.93        |
| 1985 | 고마쓰 다쓰오     | 주니치 드래건스        | 2.65        | 구도 기미야스     | 세이부 라이온스            | 2.76        |
| 1986 | 기타벳푸 마나부   | 히로시마 도요 카프     | 2.43        | 사토 요시노리     | 한큐 브레이브스            | 2.83        |
| 1987 | 구와타 마스미     | 요미우리 자이언츠      | 2.17        | 구도 기미야스     | 세이부 라이온스            | 2.41        |
| 1988 | 오노 유타카       | 히로시마 도요 카프     | 1.70        | 고노 히로후미     | 닛폰햄 파이터스            | 2.38        |
| 1989 | 사이토 마사키     | 요미우리 자이언츠      | 1.62        | 무라타 조지       | 롯데 오리온스              | 2.50        |
| 1990 | 사이토 마사키     | 요미우리 자이언츠      | 2.17        | 노모 히데오       | 긴테쓰 버펄로스            | 2.91        |
| 1991 | 사사오카 신지     | 히로시마 도요 카프     | 2.44        | 와타나베 도미오   | 세이부 라이온스            | 2.35        |
| 1992 | 모리타 고키       | 요코하마 다이요 웨일스 | 2.05        | 아카호리 모토유키 | 긴테쓰 버펄로스            | 1.80        |
| 1993 | 야마모토 마사히로 | 주니치 드래건스        | 2.05        | 구도 기미야스     | 세이부 라이온스            | 2.06        |
| 1994 | 가쿠 겐지         | 주니치 드래건스        | 2.45        | 신타니 히로시     | 세이부 라이온스            | 2.91        |
| 1995 | 테리 브로스       | 야쿠르트 스왈로스      | 2.33        | 이라부 히데키     | 지바 롯데 마린스           | 2.53        |
| 1996 | 사이토 마사키     | 요미우리 자이언츠      | 2.36        | 이라부 히데키     | 지바 롯데 마린스           | 2.40        |
| 1997 | 오노 유타카       | 히로시마 도요 카프     | 2.85        | 고미야마 사토루   | 지바 롯데 마린스           | 2.49        |
| 1998 | 노구치 시게키     | 주니치 드래건스        | 2.34        | 가네무라 사토루   | 닛폰햄 파이터스            | 2.73        |
| 1999 | 우에하라 고지     | 요미우리 자이언츠      | 2.09        | 구도 기미야스     | 후쿠오카 다이에 호크스     | 2.38        |
| 2000 | 이시이 가즈히사   | 야쿠르트 스왈로스      | 2.61        | 에비스 노부유키   | 오릭스 블루웨이브          | 3.27        |
| 2001 | 노구치 시게키     | 주니치 드래건스        | 2.46        | 나단 민치         | 지바 롯데 마린스           | 3.26        |
| 2002 | 구와타 마스미     | 요미우리 자이언츠      | 2.22        | 가네다 마사히코   | 오릭스 블루웨이브          | 2.50        |
| 2003 | 이가와 게이       | 한신 타이거스          | 2.80        | 사이토 가즈미     | 후쿠오카 다이에 호크스     | 2.83        |
| 2003 | 이가와 게이       | 한신 타이거스          | 2.80        | 마쓰자카 다이스케 | 세이부 라이온스            | 2.83        |
| 2004 | 우에하라 고지     | 요미우리 자이언츠      | 2.60        | 마쓰자카 다이스케 | 세이부 라이온스            | 2.90        |
| 2005 | 미우라 다이스케   | 요코하마 베이스타스    | 2.52        | 스기우치 도시야   | 후쿠오카 소프트뱅크 호크스 | 2.11        |
| 2006 | 구로다 히로키     | 히로시마 도요 카프     | 1.85        | 사이토 가즈미     | 후쿠오카 소프트뱅크 호크스 | 1.75        |
| 2007 | 다카하시 히사노리 | 요미우리 자이언츠      | 2.75        | 나루세 요시히사   | 지바 롯데 마린스           | 1.82        |
| 2008 | 이시카와 마사노리 | 도쿄 야쿠르트 스왈로스 | 2.68        | 이와쿠마 히사시   | 도호쿠 라쿠텐 골든이글스   | 1.87        |
| 2009 | 천웨이인          | 주니치 드래건스        | 1.54        | 다르빗슈 유       | 홋카이도 닛폰햄 파이터스   | 1.73        |
| 2010 | 마에다 겐타       | 히로시마 도요 카프     | 2.21        | 다르빗슈 유       | 홋카이도 닛폰햄 파이터스   | 1.78        |
| 2011 | 요시미 가즈키     | 주니치 드래건스        | 1.65        | 다나카 마사히로   | 도호쿠 라쿠텐 골든이글스   | 1.27        |
| 2012 | 마에다 겐타       | 히로시마 도요 카프     | 1.53        | 요시카와 미쓰오   | 홋카이도 닛폰햄 파이터스   | 1.71        |
| 2013 | 마에다 겐타       | 히로시마 도요 카프     | 2.10        | 다나카 마사히로   | 도호쿠 라쿠텐 골든이글스   | 1.27        |
| 2014 | 스가노 도모유키   | 요미우리 자이언츠      | 2.33        | 가네코 지히로     | 오릭스 버펄로스            | 1.98        |
| 2015 | 크리스 존슨       | 히로시마 도요 카프     | 1.85        | 오타니 쇼헤이     | 홋카이도 닛폰햄 파이터스   | 2.24        |
| 2016 | 스가노 도모유키   | 요미우리 자이언츠      | 2.01        | 이시카와 아유무   | 지바 롯데 마린스           | 2.16        |
| 2017 | 스가노 도모유키   | 요미우리 자이언츠      | 1.59        | 기쿠치 유세이     | 사이타마 세이부 라이온스   | 1.97        |
| 2018 | 스가노 도모유키   | 요미우리 자이언츠      | 2.14        | 기시 다카유키     | 도호쿠 라쿠텐 골든이글스   | 2.72        |
| 2019 | 오노 유다이       | 주니치 드래건스        | 2.58        | 야마모토 요시노부 | 오릭스 버펄로스            | 1.95        |
| 2020 | 오노 유다이       | 주니치 드래건스        | 1.82        | 센가 고다이       | 후쿠오카 소프트뱅크 호크스 | 2.16        |
| 2021 | 야나기 유야       | 주니치 드래건스        | 2.20        | 야마모토 요시노부 | 오릭스 버펄로스            | 1.39        |
| 2022 | 아오야기 고요     | 한신 타이거스          | 2.05        | 야마모토 요시노부 | 오릭스 버펄로스            | 1.68        |
| 2023 | 무라카미 쇼키     | 한신 타이거스          | 1.75        | 야마모토 요시노부 | 오릭스 버펄로스            | 1.21        |
| 2024 | 다카하시 히로토   | 주니치 드래건스        | 1.38        | 리반 모이넬로     | 후쿠오카 소프트뱅크 호크스 | 1.88        |

- 굵은 글씨는 리그 기록.
- 붉은색 글씨는 NPB 역대 최고 성적

## 주요 기록

### 여러 차례 수상자
- 굵은 글씨: 현역 선수
- 해당 항목 기준은 3회 이상

| 선수              | 횟 수 | 연도                         |
| ----------------- | ----- | ---------------------------- |
| 이나오 가즈히사   | 5     | 1956, 1957, 1958, 1961, 1966 |
| 구도 기미야스     | 4     | 1985, 1987, 1993, 1999       |
| 스가노 도모유키   | 4     | 2014, 2016, 2017, 2018       |
| 야마모토 요시노부 | 4     | 2019, 2021, 2022, 2023       |
| 후지모토 히데오   | 3     | 1943, 1946, 1949             |
| 가네다 마사이치   | 3     | 1957, 1958, 1965             |
| 무라야마 미노루   | 3     | 1959, 1962, 1970             |
| 무라타 조지       | 3     | 1975, 1976, 1989             |
| 사이토 마사키     | 3     | 1989, 1990, 1996             |
| 마에다 겐타       | 3     | 2010, 2012, 2013             |

### 그 외의 기록
- 평균 자책점에 관한 기록
  - 센트럴 리그 최저 평균 자책점 : 0.98 → 무라야마 미노루(1970년)
  - 퍼시픽 리그 최저 평균 자책점 : 1.06 → 이나오 가즈히사(1956년) 
    - 단일 리그 시대를 포함할 경우 후지모토 히데오의 0.73(1943년)

  - 센트럴 리그 최고 평균 자책점 : 2.98 → 스즈키 다카마사(1976년)
  - 퍼시픽 리그 최고 평균 자책점 : 3.27 → 에비스 노부유키(2000년)

## 같이 보기
- KBO 평균자책점상